# بوليفيا في الألعاب الأولمبية
بوليفيا في الألعاب الأولمبية تقوم اللجنة الأولمبية البوليفية بالإشراف في شؤون مشاركة بوليفيا في الألعاب الأولمبية، شاركت بوليفيا أول مرة في الألعاب الأولمبية في دورة 1936 في برلين في ألمانيا، لم تفز بوليفيا حتى الآن بأي ميدالية في الألعاب الأولمبية.
في الألعاب الأولمبية الشتوية شاركت بوليفيا أول مرة في دورة 1956 في كورتينا دامبيدزو ولم تفز حتى الآن بأي ميدالية في هذه الألعاب.